# Remetea, Mureș
Remetea (în maghiară Remeteszeg) este o localitate componentă a municipiului Târgu Mureș din județul Mureș, Transilvania, România. Satul vecin Beșa (în maghiară Bese) a fost arondat în 1953 de Remetea. Se află pe partea dreaptă a râului Mureș.

## Istoric

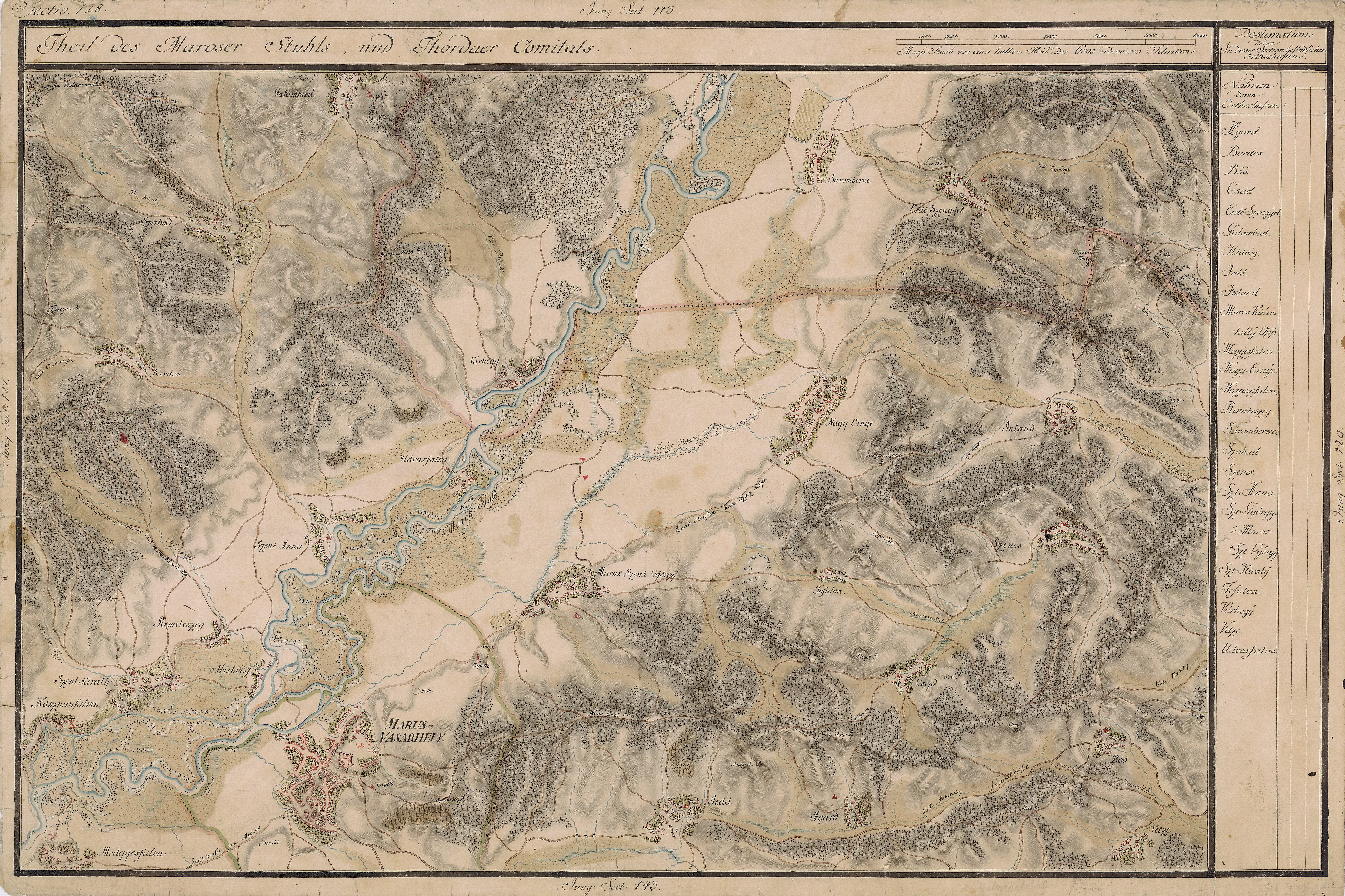
Remetea pe Harta Iosefină

Remetea apare pe harta harta iozefină a Marelui Principat al Transilvaniei (1769-1773) ca Remeteszeg. Satul Beșa nu este menționat pe hartă.
Strada princiapală din Remetea a fost menționată în 1850 în forma de a Remeteszegi Ország uton, în 1870 a apărut în varianta de Remeteszegi út. După 1920 în documentele oficiale a apărut varianta de Str. Remetea. În 1946 a fost votată forma bilingvă de Str. Remetea –
Remeteszeg u. 

## Instituții
- Școala Generală Nr. 19 – Beșa[2]